# Silvia Steiner
Silvia Steiner (* 14. März 1958; heimatberechtigt in Lauerz) ist eine Schweizer Politikerin (Die Mitte, vormals CVP) und ehemalige Staatsanwältin. Sie ist amtierende Regierungsrätin des Kantons Zürich und Vorsteherin der Bildungsdirektion sowie aktuelle Präsidentin der Schweizerischen Konferenz der kantonalen Erziehungsdirektoren.

## Leben
Steiner besuchte die Kantonsschule Oerlikon, die sie 1978 mit der Matura Typus B abschloss. Nach ihrem Studium der Rechtswissenschaften an der Universität Zürich, das Steiner 1984 mit dem Lizenziat abschloss, arbeitete sie  zunächst als Auditorin und Gerichtsschreiberin, später als Bezirksanwältin. 1995 trat sie in den Polizeidienst ein, von 1997 bis 1998 absolvierte sie am Schweizerischen Polizeiinstitut den Polizeioffizierskurs. 2002 begann sie berufsbegleitend ihre Dissertation an der Universität Lausanne zum Thema Häusliche Gewalt und schloss sie 2004 mit der Promotion ab.
Von 1999 bis 2002 war sie Chefin der Kriminalpolizei der Stadtpolizei Zürich. Anschliessend leitete sie die Zuger Kriminalpolizei, bis sie 2005 Staatsanwältin im Kanton Zürich wurde. In dieser Funktion setzte sie sich vor allem gegen Menschenhandel und Zuhälterei ein.
Steiner war von 2007 bis 2015 Mitglied des Zürcher Kantonsrates, wo sie der Legislativkommission für Wirtschaft und Abgaben (WAK) angehörte. Im Rahmen ihrer parlamentarischen Tätigkeit befasste sie sich weiter mit rechtlichen Fragen und politisierte unter anderem zum Thema Kinderschutz.
Von der Zürcher Kantonalsektion der CVP wurde Silvia Steiner 2015 als Kandidatin für den Regierungsrat nominiert. Während des Wahlkampfes wurde Steiner in einer anonymen Broschüre wegen ihrer Positionen zur Sterbehilfe kritisiert. Steiner reichte daraufhin Anzeige gegen Unbekannt aufgrund der ihrer Ansicht nach ehrverletzenden Darstellung ein. Am 12. April 2015 wurde sie gewählt und an der konstituierenden Sitzung des Regierungsrates vom 18. Mai 2015 erhielt Steiner das Bildungsdepartement zugeteilt. Bei der Wahl 2019 wurde sie mit dem viertbesten und bei der Wahl 2023 mit dem sechstbesten Resultat wiedergewählt.
Steiner ist verwitwet und Mutter von zwei erwachsenen Kindern. Sie wuchs in Zürich-Nord auf und wohnt dort.

## Publikationen (Auswahl)
- Häusliche Gewalt. Erscheinungsformen, Ausmass und polizeiliche Bewältigungsstrategien in der Stadt Zürich 1999–2001. Rüegger, Chur/Zürich 2004, ISBN 3-7253-0784-9 (Zugleich: Lausanne, Universität, Dissertation, 2004).